# Bundesratswahl 1969
Zur Bundesratswahl 1969 am 10. Dezember 1969 kam es wegen der Rücktritte der Bundesräte Hans Schaffner (FDP) und Willy Spühler (SP). Dadurch wurde eine ausserordentliche Wahl durch die Vereinigte Bundesversammlung nötig. Die offiziellen Kandidaturen waren Ernst Brugger für die FDP und Pierre Graber für die SP. Beide wurden mit klarer Mehrheit gewählt.

## Detailergebnisse der Ersatzwahl für Hans Schaffner, FDP

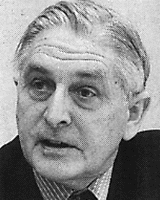
Ernst Brugger

Der 1. Wahlgang erbrachte bereits den von der FDP gewünschten Ausgang. Ernst Brugger wurde mit deutlicher Mehrheit zum Bundesrat gewählt; Nationalrat Pierre Freymond (FDP) aus dem Kanton Waadt erhielt zahlreiche Stimmen. Brugger war dann zwischen 1970 und 1978 Vorsteher des Volkswirtschaftsdepartements.
|                         | 1. Wahlgang |
| ----------------------- | ----------- |
| ausgeteilte Wahlzettel  | 243         |
| eingegangene Wahlzettel | 241         |
| leer/ungültig           | 5/0         |
| gültig Total            | 236         |
| absolutes Mehr          | 119         |
| Ernst Brugger           | 160         |
| Pierre Freymond         | 39          |
| Verschiedene            | 45          |

## Detailergebnisse der Ersatzwahl für Willy Spühler, SP

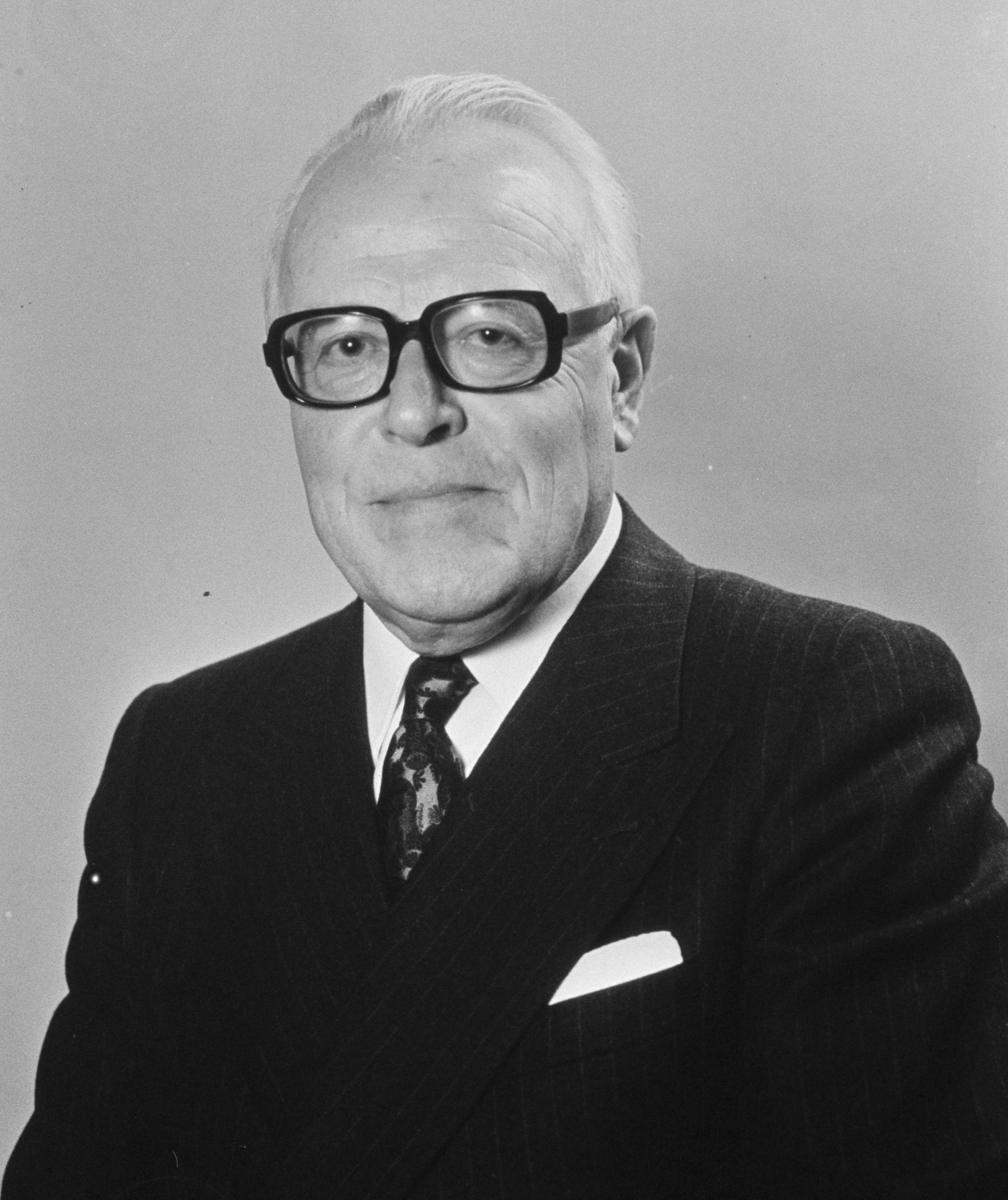
Pierre Graber (1971)

Der 1. Wahlgang erbrachte bereits den von der SP gewünschten Ausgang. Pierre Graber wurde mit deutlicher Mehrheit zum Bundesrat gewählt. Graber war zwischen 1970 und 1978 Vorsteher des Politischen Departements.
|                         | 1. Wahlgang |
| ----------------------- | ----------- |
| ausgeteilte Wahlzettel  | 243         |
| eingegangene Wahlzettel | 243         |
| leer/ungültig           | 22/0        |
| gültig Total            | 221         |
| absolutes Mehr          | 112         |
| Pierre Graber           | 188         |
| Verschiedene            | 33          |